# Marie Simon
Marie Simon , född 1824, död 1877, var en tysk sjuksköterska. Hon byggde upp den professionella sjukvården i Sachsen och grundade Röda Korset i kungadömet Sachsen. 